# Infekční synovitida drůbeže
Infekční synovitida je nakažlivé onemocnění hrabavé drůbeže vyvolávané bakterií Mycoplasma synoviae a postihující synoviální blánu kloubů a šlachových pochev. Často se projevuje jako subklinická infekce horních cest dýchacích anebo v kombinaci s konkurentními infekcemi (Newcastleská nemoc, infekční bronchitida, E. coli) způsobuje zánět vzdušných vaků.

## Historie a výskyt
Synovitida (zánět synoviální blanky kloubu) byla poprvé pozorována Olsonem et al. (1954) u mladých kuřat ve věku 4-16 týdnů. Později bylo prokázáno, že může probíhat také jako subklinická chronická infekce respiračního traktu u nosnic nebo v kombinaci s Newcastleskou nemocí a infekční bronchitidou jako zánět vzdušných vaků. Krůty postihuje onemocnění nejčastěji ve věku 10-24 týdnů. Rozšíření je celosvětové; v některých zemích již existují hejna prostá infekce, zejména rozmnožovací chovy.

## Příčina nemoci (etiologie)

### Klasifikace
Identifikace Mycoplasma synoviae (MS) je založena na charakterizaci typických koloniích a buněčné morfologii, biochemických vlastnostech, speciálních požadavcích pro růst a sérologii. Rychlá identifikace kolonií se provádí imunofluorescenčními technikami.

### Morfologie
Po obarvení Giemsou se jeví jako pleomorfní kokoidní tělíska velikosti 0,2 µm. Buňky jsou kulaté s granulárními ribosomy, dosahují velikosti 300-500 nm, nemají buněčnou stěnu a jsou obaleny 3vrstevnou membránou.

### Kultivace
MS vyžaduje pro svůj růst přítomnost nikotinamid adenin dinukleotidu (NAD) a prasečí sérum. Optimální teplota pro růst je 37 °C. Primoizolace se provádějí do bujónu nebo na agar, kde vznikají kolonie velké 1-3 mm za 4-5 dní. MS je citlivá na nízké pH, proto jsou nutné časté pasáže. Pomnožuje se také v 5-7denních kuřecích embryích.

### Biochemické vlastnosti
MS fermentuje glukózu i maltózu s produkcí kyseliny, ale bez plynu. Nefermentuje laktózu, dulcitol, salicin ani trehalózu. Je fosfatáza negativní. Některé kmeny M. synoviae hemaglutinují erytrocyty kura domácího a krůt. Schopnost redukovat sole tetrazolia je omezená.

### Odolnost v prostředí
Citlivost MS k dezinfekčním prostředkům je přibližně stejná jako u jiných mykoplasmat. 

### Antigenní vlastnosti
Typizace MS se provádí pomocí sklíčkové aglutinace se sérem, zkumavkovou aglutinací, hemaglutinací, imunodifuzí a ELISA testem. Podle dosavadních informací existuje pouze jeden sérotyp.

### Patogenita
Jednotlivé kmeny MS se liší virulencí; pasážováním in vitro se jejich patogenita snižuje. Izoláty ze vzdušných vaků vyvolávají častěji aerosakulitidu (zánět vzdušných vaků), podobně izoláty ze synovie zase častěji způsobují synovitidu. 

## Vznik a šíření nemoci (epizootologie)

### Hostitel
Infekční synovitida se vyskytuje u kura domácího, krůt a perliček; přirozeně infikovány mohou být také kachny, husy, holubi, japonské křepelky a orebice rudá. Domácí vrabci mohou být experimentálně infikováni, ale k onemocnění jsou zcela rezistentní. Králíci, krysy, morčata, myši, prasata a jehňata jsou k infekci refrakterní.

### Přenos
Primární význam u kura a krůt má vertikální přenos M. synoviae. Infekce rozmnožovacích chovů (RCH) způsobuje snížení oplozenosti násadových vajec i zvýšený embryonální úhyn. Kuřata pocházející z takových hejn mohou obsahovat MS v průdušnici již 1. den po vylíhnutí. Infekce RCH v průběhu snášky vyvolává její pokles. Frekvence transovariálního přenosu je nejvyšší v prvních 4-6 týdnech po infekci, potom postupně klesá, ale vylučování přetrvává.
Horizontálně se infekce rychle šíří přímým kontaktem (vzduchem) nebo nepřímo přes prostředí kontaminované odměšky dýchacích cest (např. pitná voda). Časté jsou latentní infekce respiračního traktu s celoživotní perzistencí a vylučováním původce, přičemž výskyt onemocnění může být minimální. K propuknutí (exacerbaci) a klinické manifestaci synovitidy dochází nejčastěji v důsledku interkurentních infekcí kloubů a horních cest dýchacích. M. synoviae se šíří v hejnu mnohem rychleji než M. gallisepticum.

## Projevy nemoci (symptomatologie)
Inkubační doba (ID) po vertikální infekci je poměrně krátká, synovitida byla pozorována již u 6denních kuřat. Po kontaktní infekci je ID rozdílná, uvádí se v rozmezí 5-24 dní, ale záleží na velikosti infekční dávky, virulenci původce a při experimentální infekci také na způsobu inokulace. Protilátky jsou detekovatelné již před výskytem klinických příznaků.

### Klinika
Onemocnění se zpravidla vyskytuje nejčastěji u kuřat ve 4.-16. týdnu, u krůťat v 10.-24. týdnu věku. Promořenost hejn může být až 100 %; nemocnost obvykle kolísá mezi 5-15 % a mortalita mezi 1-10 %. U krůťat bývá morbidita kolem 1-20 %, ale mortalita může být někdy značná (kanibalismus, ušlapání aj.). Hmotnostní přírůstky a konverze krmiva u infikovaných zvířat jsou nižší, procento konfiskátů na porážce vyšší. Respirační příznaky většinou chybějí, ale u experimentálně infikovaných se objevují až u 90-100 % zvířat, podle způsobu inokulace a velikostí dávky. Akutní průběh nemoci zpravidla přechází v subklinickou, chronickou infekci respiračního traktu.
Kuřata. Prvním příznakem v hejnu postiženém synovitidou je bledý hřebínek, slabost a zpomalení růstu. S postupující nemocí se objevují načepýřené peří, svraštělý anebo namodralý hřebínek, zduření kloubů (primárně hleznový kloub), prstních polštářků a burzy v oblasti prsní kosti (otlaky). Postižení kloubů má za následek pohybové potíže, kulhání. Jindy může být generalizovaná infekce bez postižení kloubů. Drůbež je slabá, dehydratovaná a vyhublá, bez zájmu o krmivo i vodu. Může se vyskytovat nazelenalý průjem, obsahující větší množství urátů. Postižení vzdušných vaků se zpravidla zjišťuje až na porážce.
Krůťata vykazují obdobné příznaky jako kuřata; dominují tělesná slabost, zduření kloubů, zvětšení sternální burzy a snížení růstu i hmotnosti. Respirační příznaky většinou chybí. Simultánní infekce M. gallisepticum a M. synoviae zhoršují průběh sinusitidy. 

### Patologie
Pitevní nález je v akutní fázi nemoci charakterizován šedozelenými okrskovými nekrózami ve zduřelé slezině, ledvinách a játrech, podkožním edémem, šedožlutým hlenovitým až zapáchajícím kaseózním (sýrovitým) exsudátem ve sternální burze, kloubech hlezna, pochvách šlachových a prstních polštářcích anebo fibrinózním zánětem vzdušných vaků. 

### Imunita
Imunita vzniká po přirozené i umělé infekci. Aglutinační protilátky se objevují v krvi za 2-4 týdny po infekci. Krůty po infekci respirační cestou reagují nižší produkcí protilátek, takže výsledky aglutinace nemusí vždy odpovídat skutečnému stavu infekce v hejnu.

## Diagnostika
Diagnóza se stanovuje na základě klinického, pitevního a histologického vyšetření, potvrzeného izolací a identifikací původce. Sérologické vyšetření spočívá v průkazu aglutinačních nebo hemaglutinačně inhibičních protilátek.
Diferenciální diagnostika. Nutno odlišit reovirovou artritidu, koliseptikémii, infekce M. gallisepticum a M. meleagridis, choleru, salmonelózy, stafylokokózu a streptokokózu.

## Terapie a prevence
Léčebná i preventivní opatření jsou podobná jako při infekci M. gallisepticum. Na rozdíl od MG je M. synoviae rezistentní na erytromycin. Také se pozoruje snižování vnímavosti k chlortetracyklinu v porovnání se staršími izoláty MS.
Medikamentózní léčba snižuje výskyt zánětu vzdušných vaků i synovitidy, ale na již existující změny je méně účinná. Antibiotika také neeliminují M. synoviae z hejna. Názory na používání komerčně vyráběné inaktivované vakcíny se různí.